# 庄内川橋梁 (近鉄名古屋線)
庄内川橋梁（しょうないがわきょうりょう）は、愛知県名古屋市中川区にある庄内川に架かる近鉄名古屋線の橋梁である。
近鉄八田駅と伏屋駅の間に架かる鉄道橋である。

## 概要
関西急行電鉄が桑名 - 関急名古屋間を開業した際に架橋された。
名古屋側のトラスは架橋当時のもので、桑名側のプレートガーダーは1972年（昭和47年）に新設されたものである。
- 形式[1]：下路平行弦ワーレントラス＋下路プレートガーダー（複線・5径間）
- 供用：1938年（昭和13年）6月26日
- 延長[1]：215.2 m
- 区間：愛知県名古屋市中川区宮西 - 愛知県名古屋市中川区川本